# Беккинген
Беккинген (нем. Beckingen) — община в Германии, в земле Саар. Входит в состав района Мерциг-Вадерн. Население составляет 15 тыс. человек (2017). Занимает площадь 51,85 км². Община подразделяется на 9 сельских округов.

## Известные уроженцы
- Хейе, Хельмут (1895—1970) — германский военно-морской и политический деятель, вице-адмирал кригсмарине.

## Население
| Год  | Численность | Численность |
| ---- | ----------- | ----------- |
| 1975 | 14 919      | [ 3 ]       |
| 2017 | 15 035      | [ 1 ]       |
| 2019 | 14 958      | [ 4 ]       |
| 2021 | 14 923      | [ 5 ]       |
| 2022 | 14 928      | [ 6 ]       |
| 2023 | 14 945      | [ 2 ]       |